# 6108 Glebov
6108 Glebov este un asteroid din centura principală de asteroizi.

## Descriere
6108 Glebov este un asteroid din centura principală de asteroizi. A fost descoperit pe 18 august 1971 la Observatorul de Astrofizică din Crimeea de Tamara Smirnova. El prezintă o orbită caracterizată de o semiaxă mare de 2,19 ua, o excentricitate de 0,20 și o înclinație de 2,9° în raport cu ecliptica.